# Ermis Aradippou
Ermis Aradippou (řecky Ερμής Αραδίππου) je kyperský fotbalový klub z města Aradippou nedaleko Larnaky, který byl založen v roce 1958. Letopočet založení je i v klubovém emblému. Domácím hřištěm je stadion Ammochostos v Larnace s kapacitou cca 4 000 míst. Městským rivalem Ermisu je Omonia Aradippou.
Klubové barvy jsou červená a černá.
Klub hraje první kyperskou ligu A' katigoría.

## Úspěchy
- 1× vítěz kyperského Superpoháru (2014)[2]